# 전문점

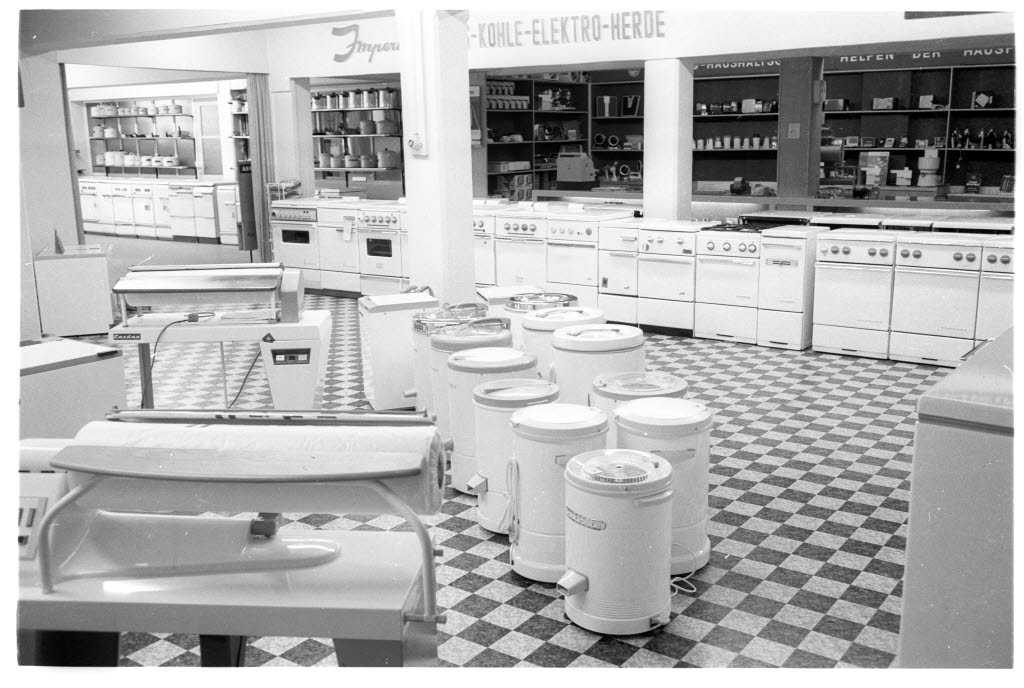

전문점(專門店)은 서로 관련 있는 상품을 전문적으로 판매하는 가게이다.

## 같이 보기
- 연쇄점